# Polyarthra dissimulans
Polyarthra dissimulans is een raderdiertjessoort uit de familie Synchaetidae. De wetenschappelijke naam van deze soort is voor het eerst geldig gepubliceerd in 1952 door Nipkow.